# IMViC
Der IMViC-Test ist ein mikrobiologisches Verfahren, um Escherichia coli von anderen Enterobacteriaceen zu unterscheiden. Hierbei steht
- I für den Indol-Test auf Indolbildung
- M für die Methylrot-Probe zum Nachweis von Säurebildung
- V für den Voges-Proskauer-Test auf Acetoinbildung
- i ist ein Füllsel zum besseren Aussprechen
- C für den Test auf Citratverwertung.

Das Verfahren kommt vor allem bei Trinkwasseranalysen zur Anwendung, da Escherichia coli ein Fäkalindikator ist, aber von anderen Enterobacteriaceen unterschieden werden muss. Mikrobiologische Unternehmen haben Teststäbchen entwickelt, die alle vier IMViC-Tests beinhalten, so dass sie auch von ungeschultem Personal durchgeführt werden können. Nach Inokulation und anschließender Inkubation muss lediglich die Verfärbung der einzelnen Testfelder abgelesen werden.
| Mikroorganismus        | Indolbildung | Methylrotprobe | Acetoinbildung | Citratverwertung |
| ---------------------- | ------------ | -------------- | -------------- | ---------------- |
| Escherichia coli       | +            | +              | −              | −                |
| Klebsiella aerogenes   | −            | −              | +              | +                |
| Pseudomonas aeruginosa | −            | −              | −              | +                |
| Citrobacter freundii   | −            | +              | −              | +                |

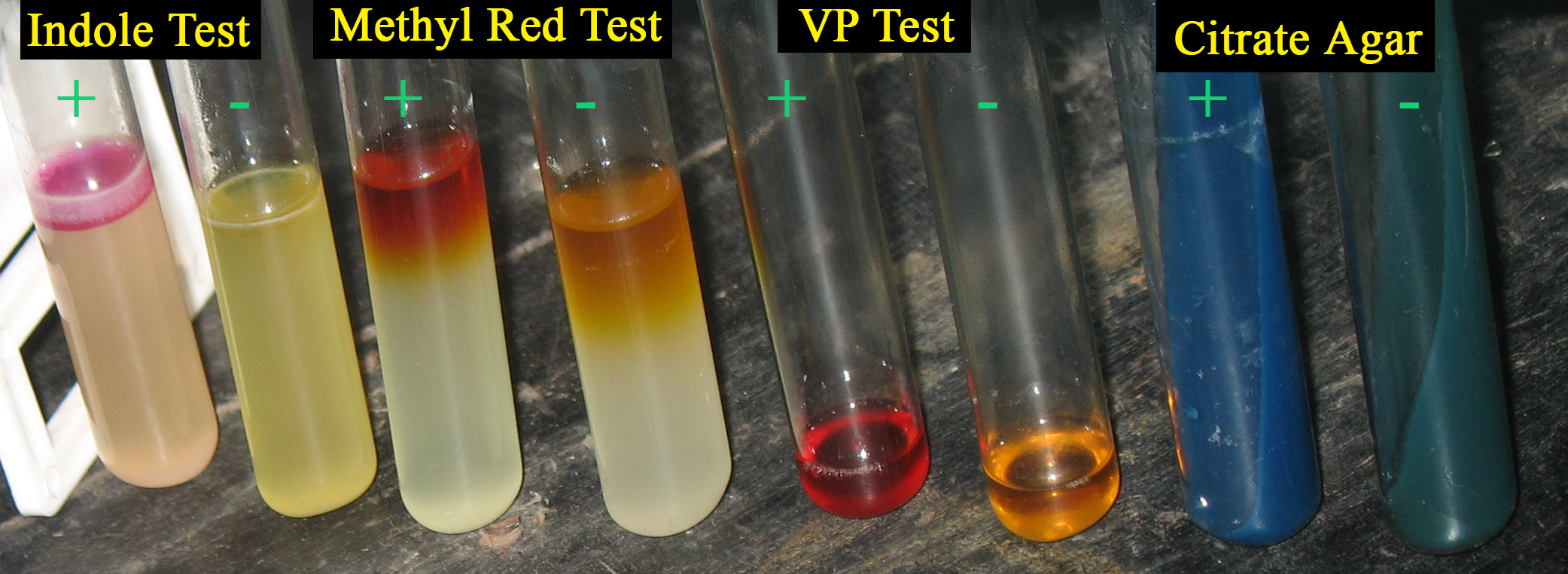
IMViC

Der Test auf Verwertung von Citrat als einzige Energiequelle erfolgt durch Anzucht auf einem Kulturmedium, das als Energiequelle nur Citrat enthält. Im Medium enthalten ist auch als geeigneter Säure-Base-Indikator Bromthymolblau, das bei mittlerem pH-Wert grün ist und sich bei positivem Testergebnis infolge des Säureverbrauchs und damit der Alkalisierung des Mediums blau wird.
Der klassische IMViC-Test wird gegenwärtig meist durch weiterführende Untersuchungen im Rahmen einer so genannten Bunten Reihe ergänzt. Üblich sind Tests auf Schwefelwasserstoffbildung, Stärkeverwertung, Harnstoffverwertung, Hydrolasen, Decarboxylasen und die Gerinnung von Blutserum.
Der Test kann mit dem Eijkman-Test kombiniert werden, um unter anderem schnellere Zwischen-Ergebnisse zu erhalten.